# Rohrmaar bei Scharfbillig
Koordinaten: 49° 55′ 23″ N, 6° 32′ 33″ O
Das Naturschutzgebiet Rohrmaar bei Scharfbillig liegt im Eifelkreis Bitburg-Prüm in Rheinland-Pfalz. Das 2,21 ha große Gebiet, das im Jahr 1989 unter Naturschutz gestellt wurde, erstreckt sich südwestlich der Ortsgemeinde Scharfbillig. Unweit südlich verläuft die Landesstraße L 39 und unweit westlich die B 51.
Schutzzweck ist die Erhaltung, Sicherung und Entwicklung eines nährstoffreichen Feuchtgebietes im Bitburger Gutland als Lebensraum und Rückzugsgebiet charakteristischer und in ihrem Bestand bedrohter Feuchtlandbewohner, insbesondere Vogel- und Insektenarten.